# Комсомольское сельское поселение (Краснодарский край)
Комсомольское сельское поселение — муниципальное образование в Гулькевичском районе Краснодарского края России.
В рамках административно-территориального устройства Краснодарского края ему соответствует Комсомольский сельский округ.
Административный центр — посёлок Комсомольский.

## Население
| 2010  | 2012  | 2013  | 2014  | 2015  | 2016  | 2017  |
| ----- | ----- | ----- | ----- | ----- | ----- | ----- |
| 2657  | ↗2692 | ↗2693 | ↗2698 | ↗2747 | ↗2795 | ↗2799 |
| 2018  | 2019  | 2020  | 2021  | 2023  |       |       |
| ↗2820 | ↗2832 | ↘2831 | ↗2995 | ↗3023 |       |       |

## Населённые пункты
В состав сельского поселения (сельского округа) входят 2 населённых пункта:
| № | Населённый пункт | Тип населённого пункта | Население (чел.) |
| - | ---------------- | ---------------------- | ---------------- |
| 1 | Комсомольский    | посёлок                | ↗1380            |
| 2 | Тельман          | хутор                  | ↗1277            |